# Santhià
Santhià (Santià in piemontese) è un comune italiano di 8 009 abitanti, importante crocevia in provincia di Vercelli, in Piemonte, comunicante con la provincia di Biella e la città metropolitana di Torino, nella Pianura Padana occidentale tra San Germano Vercellese, Cavaglià e Tronzano Vercellese.

## Storia
Santhià è stata probabilmente abitata sin dall'età del Bronzo, come dimostrano alcuni ritrovamenti preistorici. La zona fu successivamente abitata dai Liguri e dai Celti libici e passò al dominio romano alla fine del II secolo a.C..
Ricevette le denominazioni di Vicus Viae Longae e poi, in epoca cristiana, fu dedicata a Sancta Agatha, di cui si deriva il nome attuale. Con questa denominazione è menzionata in un documento dell'anno 999, per il quale Ottone III cedeva al Vescovo Leone di Vercelli alcuni territori e beni, tra i quali tutto l'oro della contea di "Sancte Agathe". Rimase sotto il dominio dei Vescovi di Vercelli fin quando fu conquistata dai Visconti di Milano. Nel 1377 la città si consegnò ad Amedeo VI di Savoia, detto il Conte Verde.
In epoca rinascimentale e barocca Santhià fu frequente scenario di battaglie tra francesi e spagnoli, in particolare durante la guerra tra Francesco I di Francia e Carlo V (il cui Gran Cancelliere era Mercurino Arborio di Gattinara), con notevoli sofferenze per la popolazione.
Nel corso della seconda guerra mondiale, tra il 1941 e il 1943, Santhià fu uno dei comuni del Piemonte adibiti a località di internamento libero per ebrei stranieri. Vi soggiornarono a regime di domicilio coatto due coppie di profughi provenienti dai Balcani. Con l'occupazione tedesca e la Repubblica Sociale Italiana, i Rosenfeld riuscirono a sfuggire alla cattura rifugiandosi a Quittengo, mentre i Weisskopt vennero arrestati e deportati alla morte a Auschwitz.
Tra il 30 aprile ed il 1º maggio 1945, con la seconda guerra mondiale ormai conclusa, la cittadina venne assaltata e saccheggiata dalla 5. Gebirgs-Division nazista, reparto resosi responsabile poche ore prima della strage di Grugliasco e Collegno. Nel corso delle operazioni vennero massacrate una cinquantina di persone tra partigiani e civili.

### Simboli
Lo stemma di Santhià è stato riconosciuto con decreto del capo del governo del 7 aprile 1937.
Il gonfalone municipale è un drappo partito di bianco e di rosso ed è stato concesso con decreto del presidente della Repubblica del 20 aprile 1960.

### Onorificenze
Santhià è tra le città decorate al valor militare per la guerra di liberazione, insignita della medaglia di bronzo al valor militare per i sacrifici delle sue popolazioni e per l'attività nella lotta partigiana durante la seconda guerra mondiale:

## Monumenti e luoghi d'interesse
Architetture religiose
- La Collegiata di Sant'Agata, oggi chiesa parrocchiale ha subito varie trasformazioni nei secoli, sino ad assumere la forma attuale ad opera dell'architetto Giuseppe Maria Talucchi epoca 1836-39. Fu consacrata dall'arcivescovo d'Angennes il 12 settembre 1841.

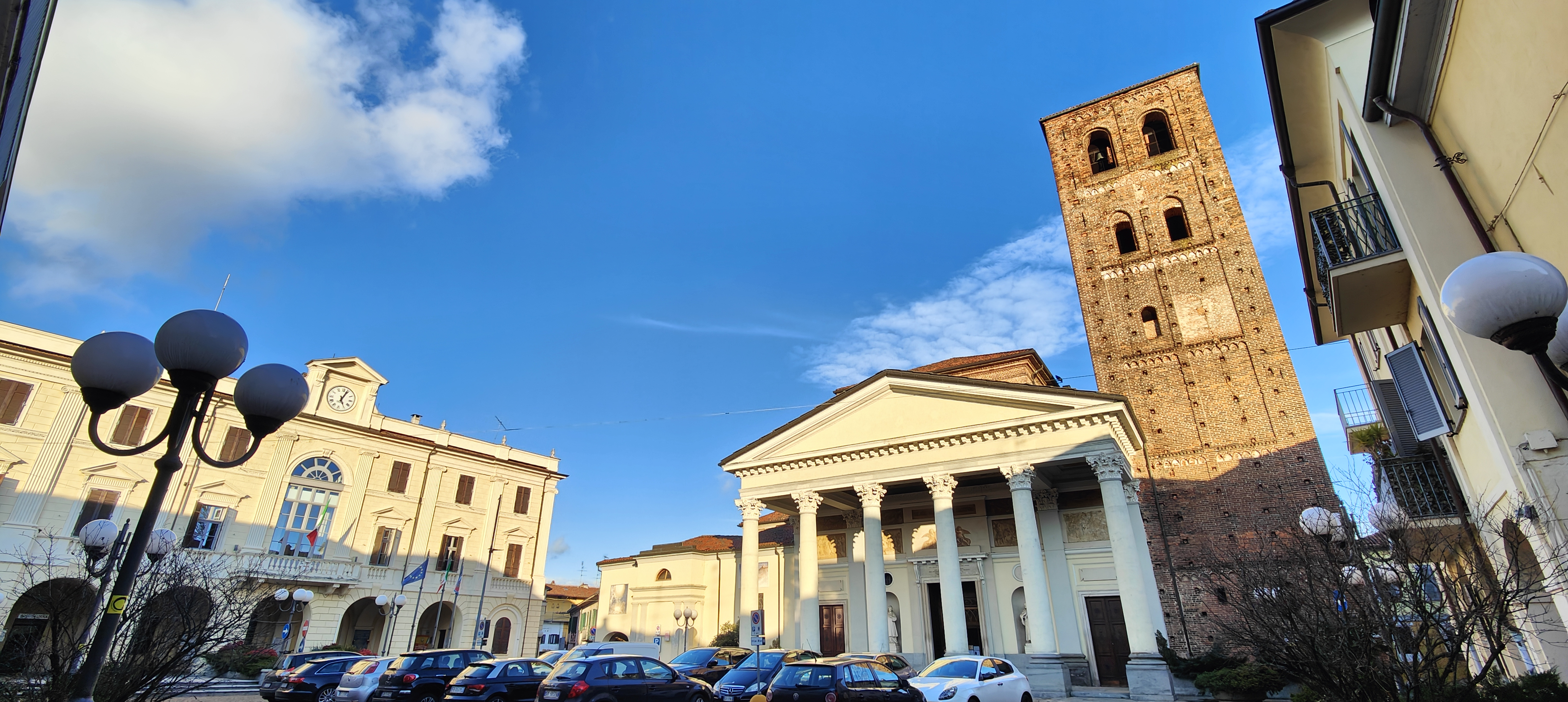
La chiesa di Sant'Agata inserita fra il Comune (anno 1719) e la torre campanaria alta 35 mt. La facciata è neoclassica con ampio pronao a 6 colonne

Le parti più antiche sono il campanile Romanico del XII secolo e la cripta di Santo Stefano, che a partire dal VII secolo divenne secondaria rispetto alla nuova chiesa di Sant'Agata fatta edificare dalla regina longobarda Teodolinda che vi trasferì le reliquie della martire.

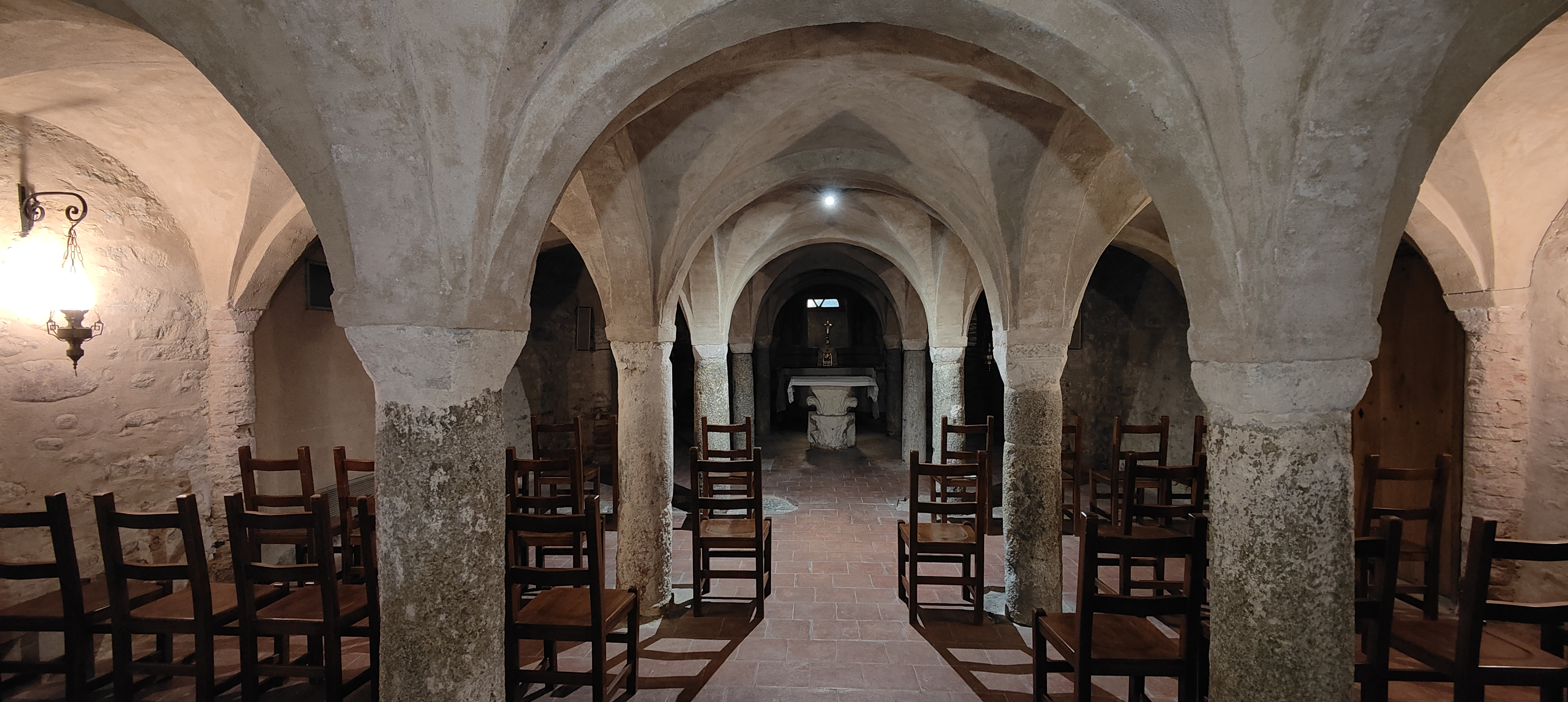
La cripta di Santo Stefano, a testimonianza di una chiesa antica risalente al secolo XII. L'altare del sec. XV sorretto da due capitelli a fogliame

La cripta è l'unica testimonianza di antico edificio religioso edificato in precedenza. Presenta due file di colonne, tre piccole navate e volte a crociera.
Nella collegiata è presente, all'interno, il Polittico di Sant'Agata, opera di Gerolamo Giovenone, sono altresì conservati due organi: il monumentale Serassi 1861 op. 654 sulla bussola d'ingresso, e un "Marzi" 2019 (ricostruzione di uno strumento di scuola Varesina del 1850ca) nell'abside del Coro. All'interno pitture di Luigi Hartmann (1807-1884).

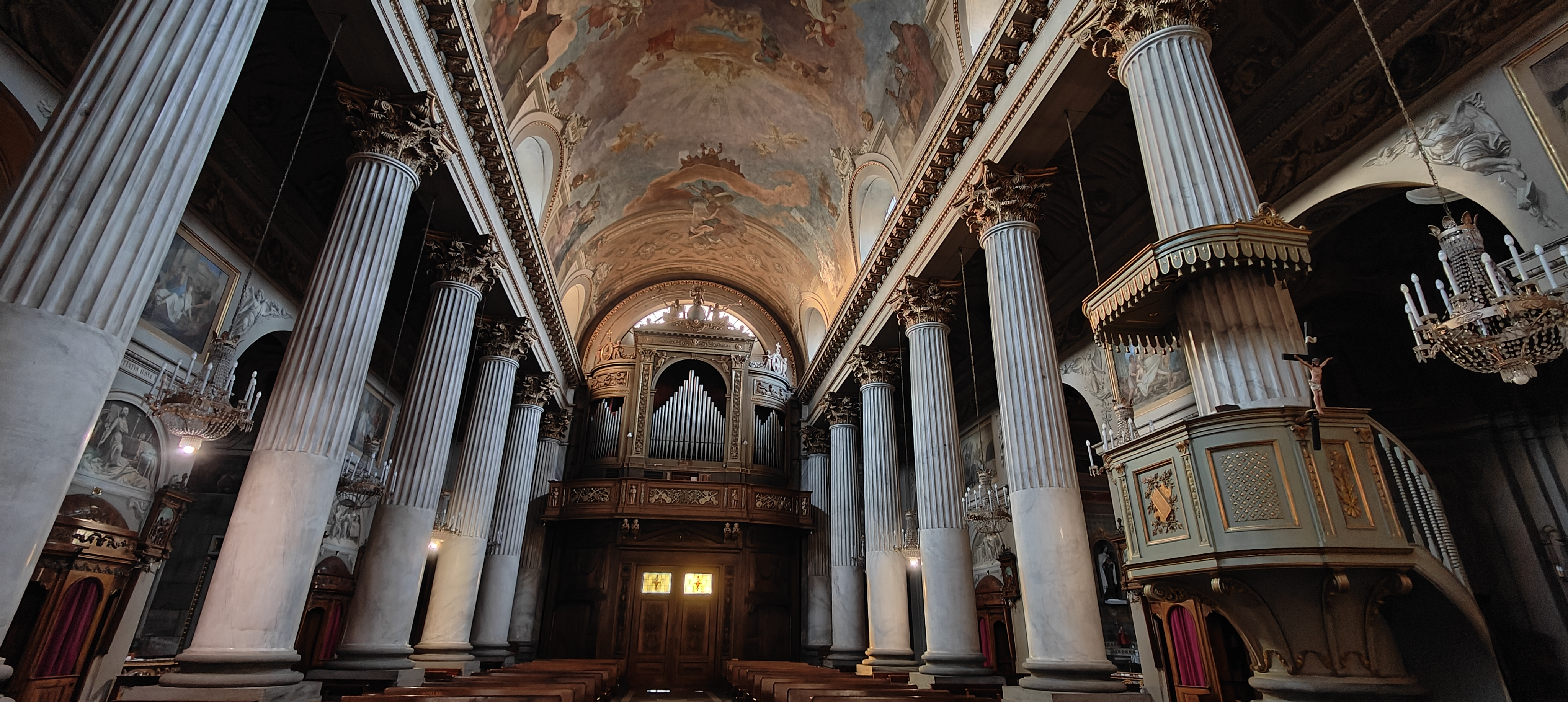
Collegiata Sant'Agata: l'interno con il pulpito ligneo, le decorazioni e in fondo, l'organo

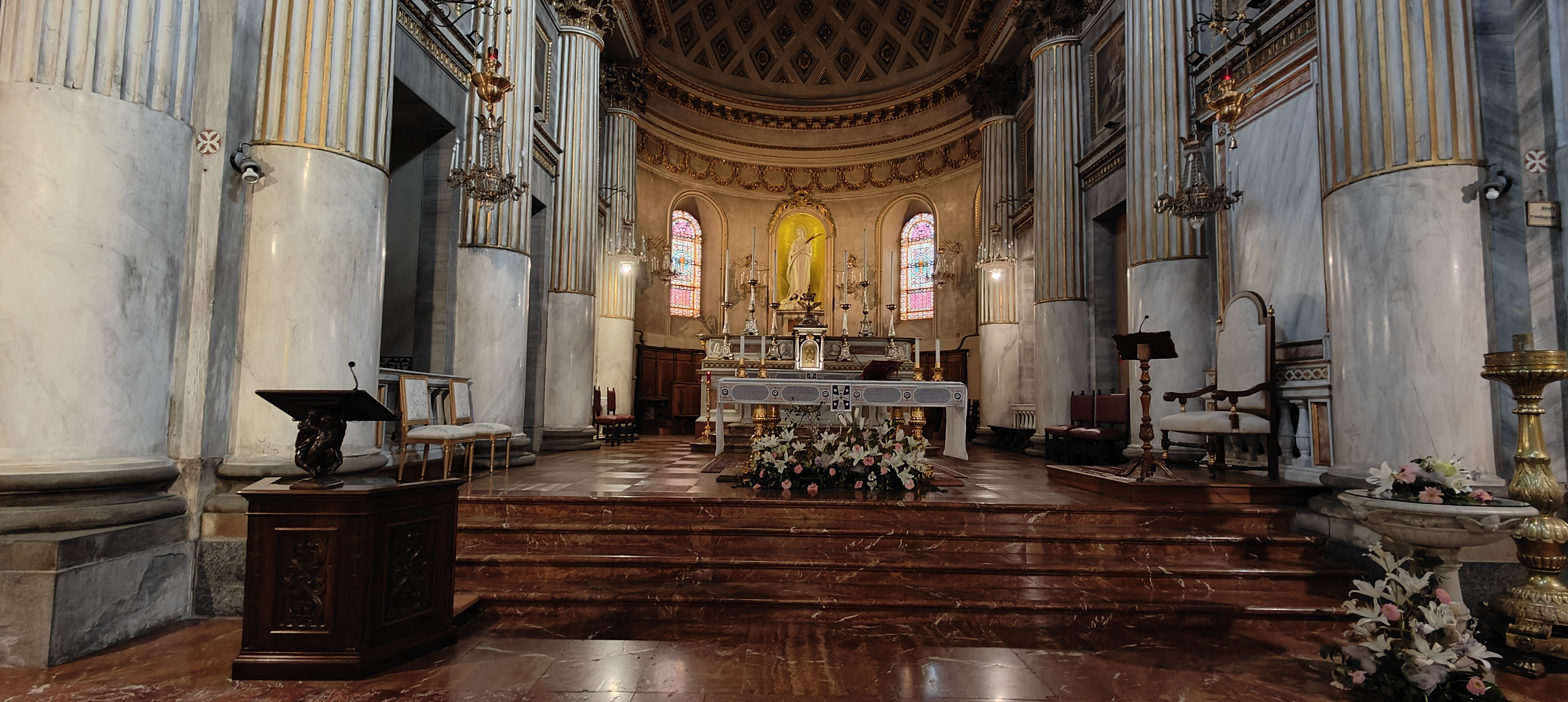
L'altare principale dove sotto si trova l'antica cripta

- La chiesa-oratorio in piazza S. Rosario, subito dietro l'abside di Sant'Agata. Chiusa al culto nel 1960, divenne cinema parrocchiale, poi dal 1980 salone e deposito. Il campanile è in stile barocco piemontese.

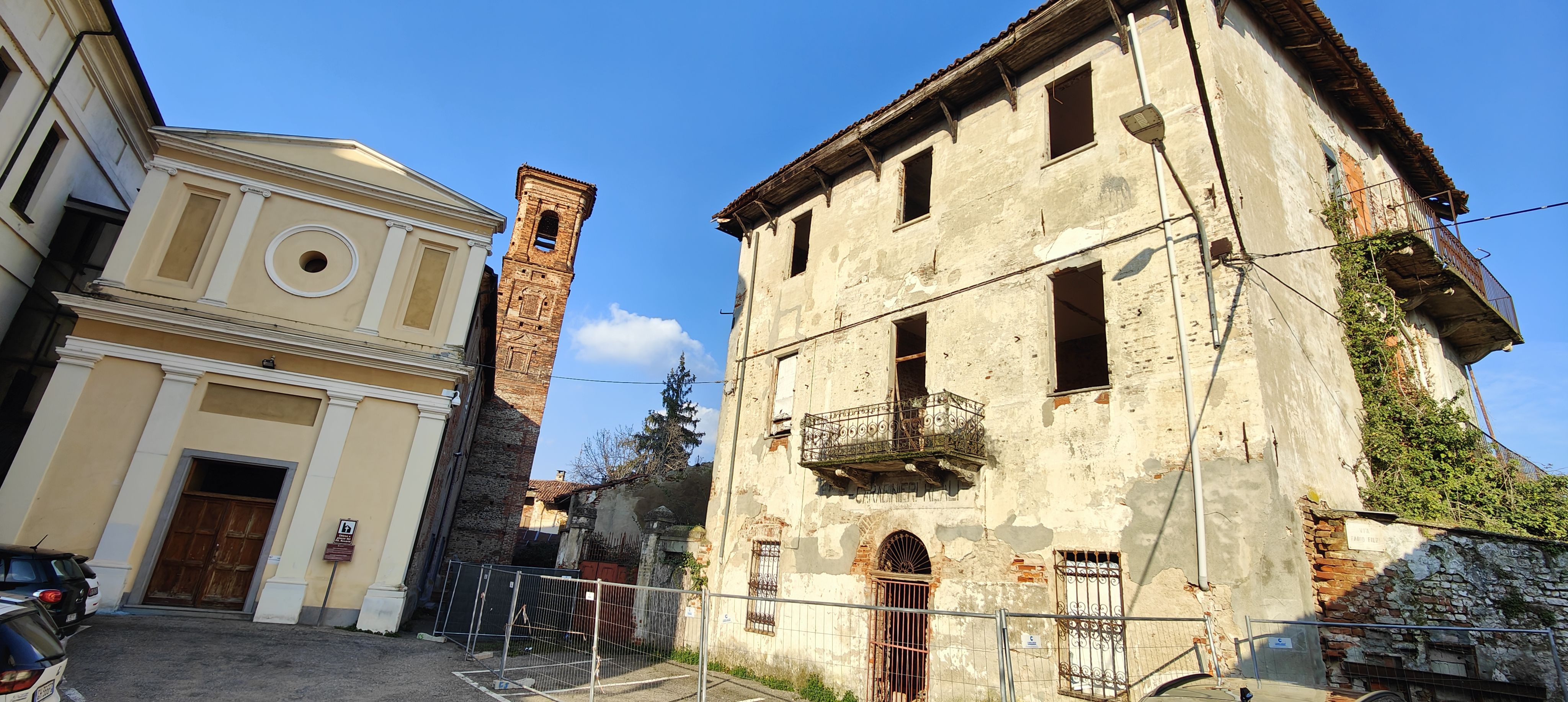
Ex chiesa del S. Rosario, accanto le rovine della caserma dei Carabinieri Reali di epoca precedente al 1942, quando i militari si trasferirono nella sede attuale. Fu adibita anche come prigione con celle per i fermati.

- Chiesa SS. Trinità, nella omonima via (si congiunge con via Ospedale, dove si trova l'antico Ospedale di San Salvatore), edificio del sec. XVº, restaurato, a due navate, fondata dalla confraternita della SS. Trinità (1497) in seguito assieme con quella dei Santi Apostoli (1579) fusesi nel 1634 nella Arciconfraternita della SS. Trinità'.[13]
- La chiesa di San Grato, originariamente risalente al 1667, in via Pascoli.[14] Fu un oratorio fondato da eremiti laici nominati dalla collegiata di Santhià. Venne ampliato nel 1761 utilizzando i materiali della vicina chiesa della Misericordia poi demolita. Contiene affreschi del sec. XVII. Vicino fu costruita (1978) la nuova chiesa di San Grato con un grande oratorio.

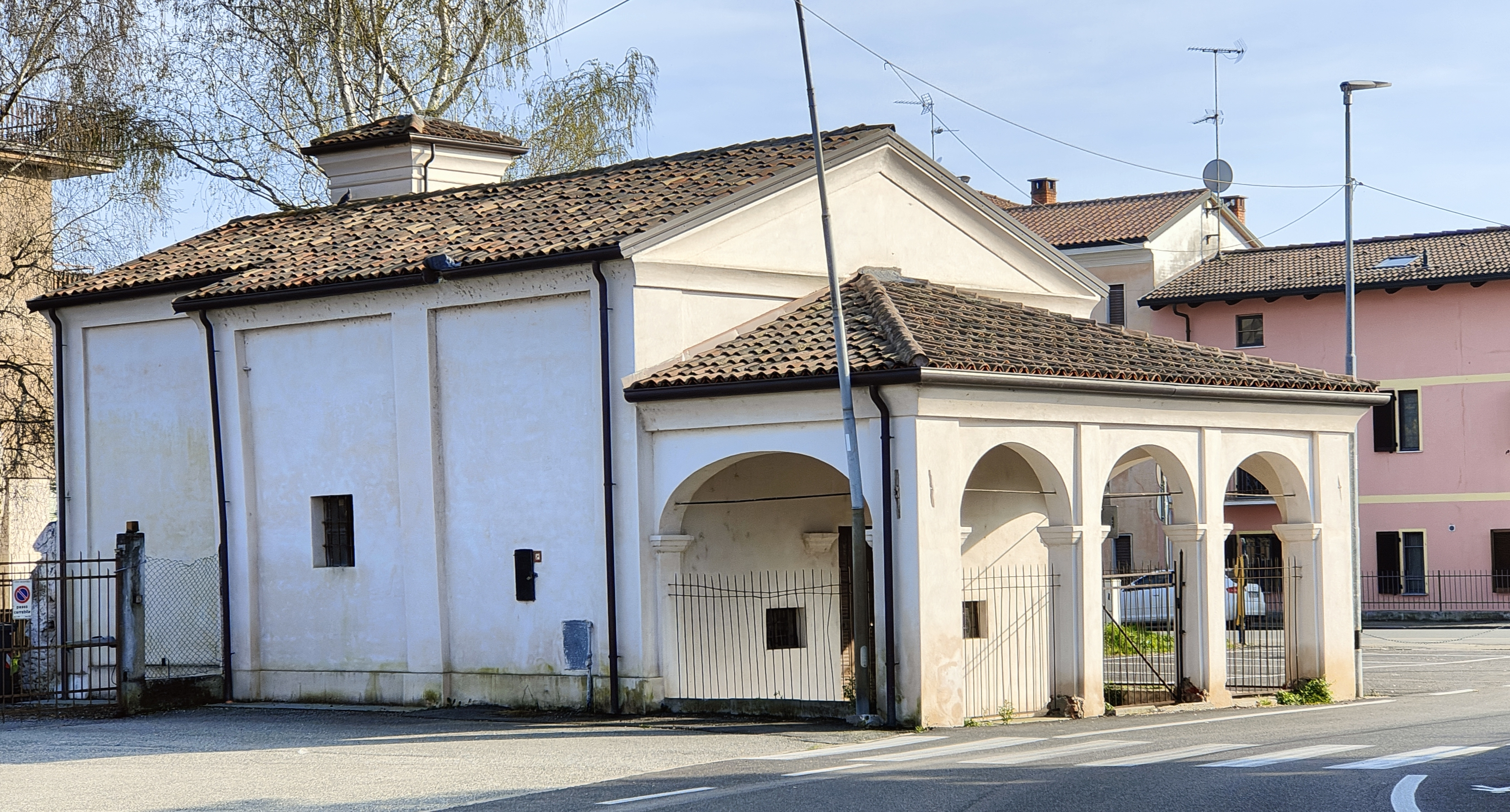
La chiesa antica di San Grato, in via Pascoli

- Chiesa della Madonna Trovata, in via Ticino, zona di campagna,[15] sulla strada per Tronzano e Torino. Il nome deriva probabilmente dai trovatori medievali. Risale al 1440, fu fatta erigere dal parroco dell'epoca Simone Pietro, un biellese. Gli affreschi che erano qui conservati furono collocati nella chiesa antica del Santuario di Oropa.

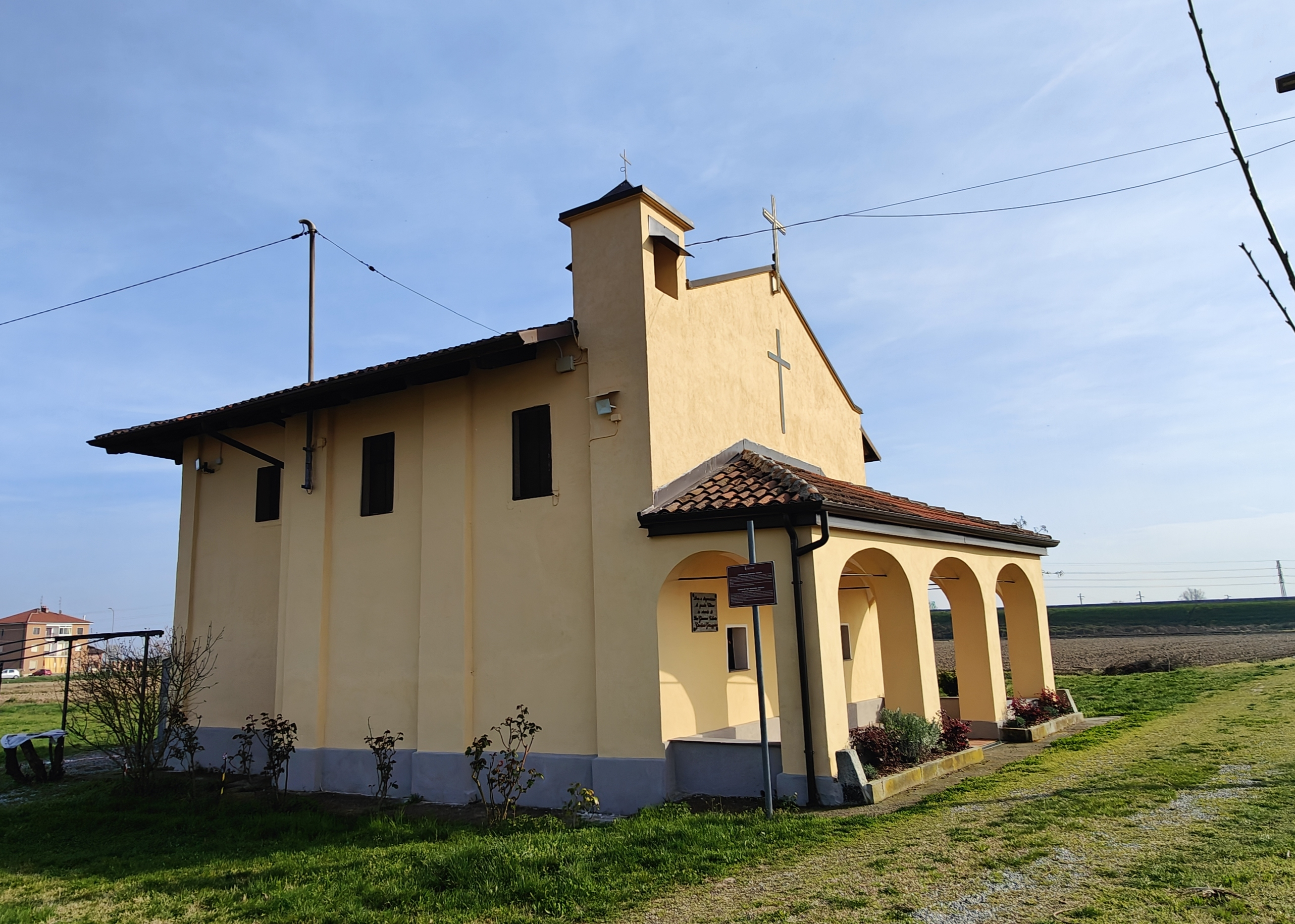
Chiesa Madonna trovata in via Ticino

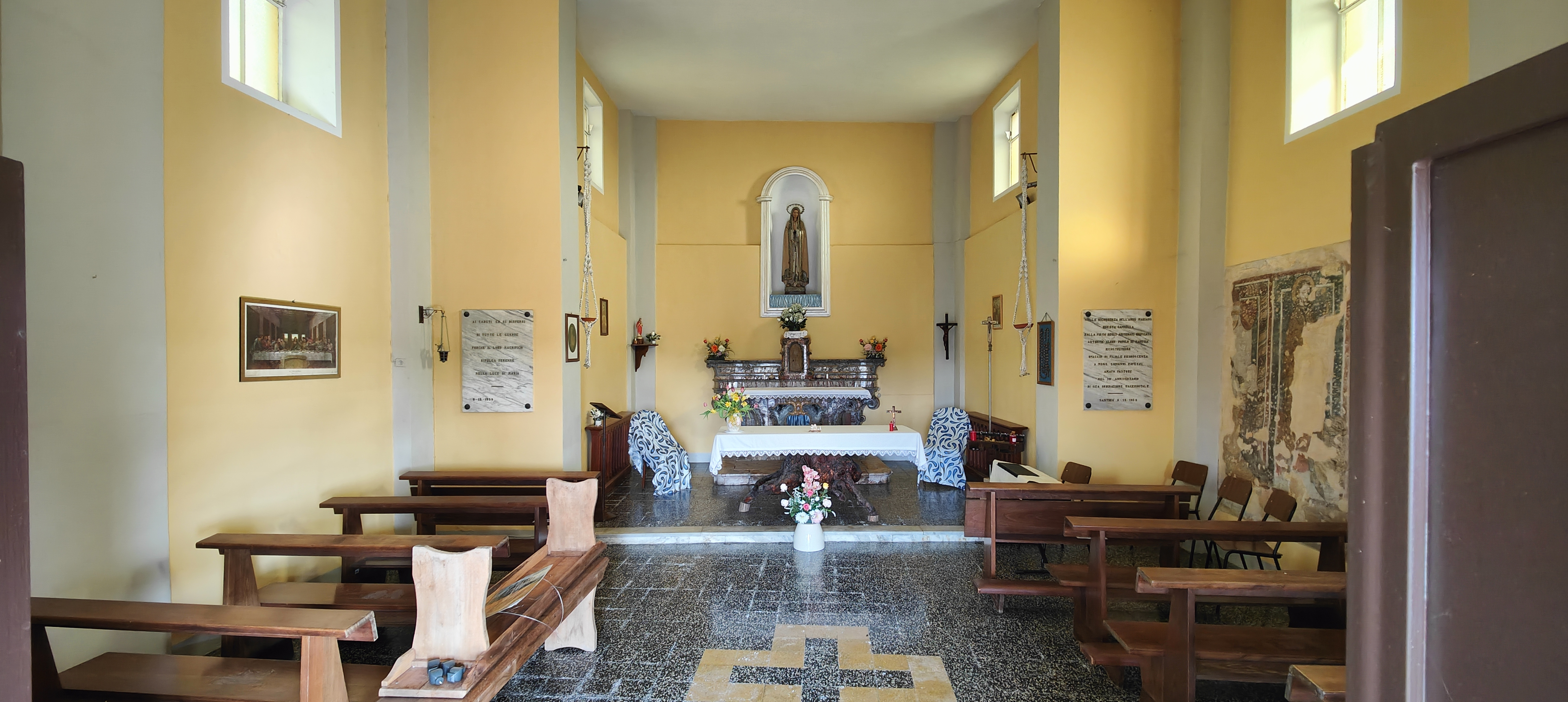
Gli interni delle chiesetta Madonna trovata, all'interno un affresco che mostra Martino che porge il mantello. È similare a quello di Oropa

- Antica chiesa di San Rocco: sorge su un precedente luogo di culto pagano. Si trova al di là della stazione. Fu rinvenuto un frammento di un affresco nella zona dell'altare datato XV sec. L'oratorio fu distrutto fra il 1500 e il secolo successivo nel periodo delle guerre che coinvolsero Santhià, città che fu poi ricostruita due volte. Nei pressi delle fondamenta sono emerse alcune sepolture durante i lavori di ristrutturazione.

Architetture civili

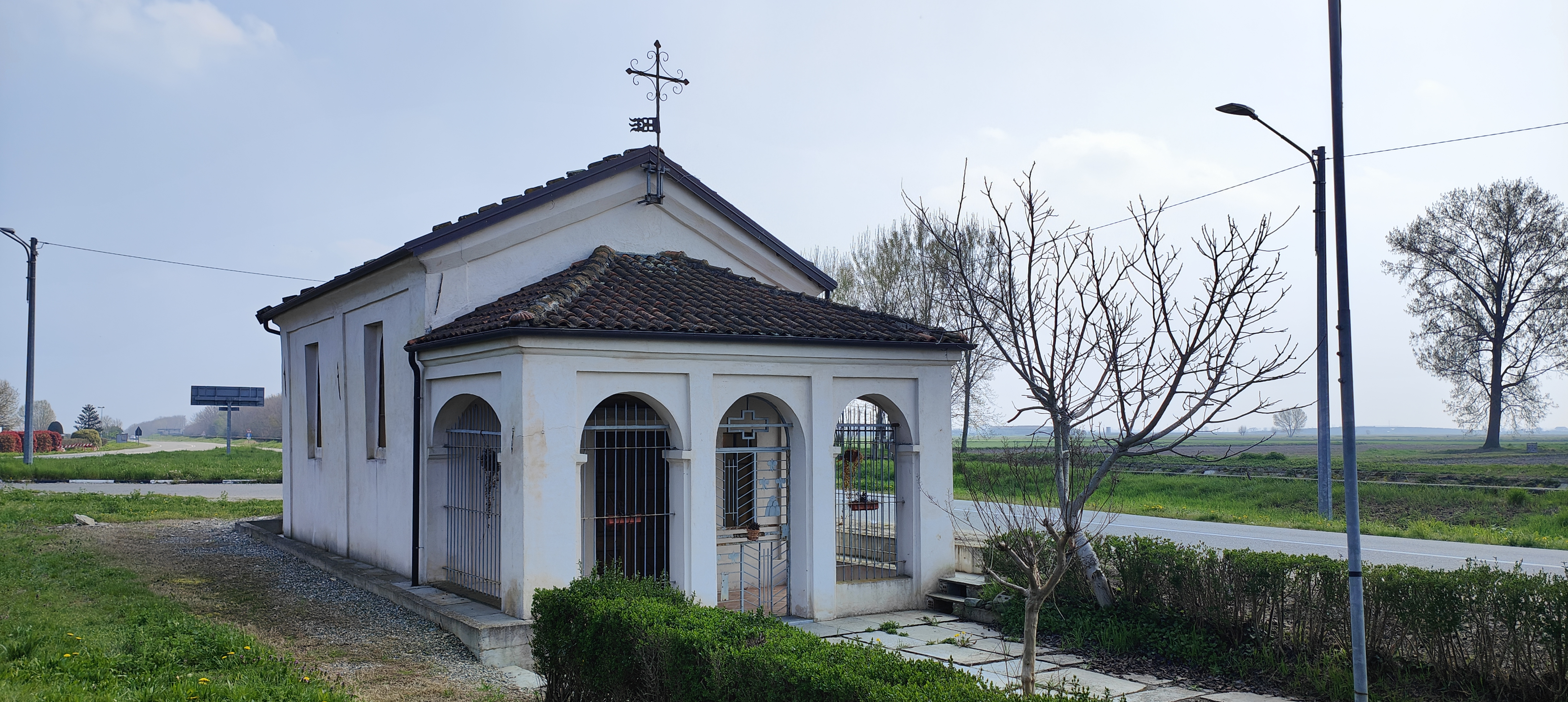
San Rocco in c.so Vercelli a fianco della SP 143

- Il palazzo del Comune (accanto alla chiesa di Sant'Agata) fatto edificare nel 1719, prima ospitava un edificio alto, andato perduto nel 1412, distrutto durante le varie battaglie feudali. Rimasto senza un palazzo comunale per oltre 300 anni ebbe diverse sedi presso privati in modo alternato.
- Il castello di Vettignè, sito nell'omonima frazione che tra il XVIII e il XIX secolo fu comune autonomo, fu costruito nel XV secolo presso il crocevia tra la Via Svizzera e la Via Francigena. Il toponimo di Vettignè deriva infatti dal vectigal, ossia il dazio richiesto ai viandanti per ottenere il diritto di passaggio. Il castello versa in stato di quasi abbandono da quando nel 1960 è iniziato il progressivo spopolamento della frazione. Fu ampliato a partire dal 1850.
- Il castello (o Palazzo) del Capitano[16][17] è la parte rimasta di una casaforte del secolo XV. Fu la sede del capitanato di Santhià, istituito da Amedeo VI di Savoia nel 1375. Il primo capitano fu Uberto Gozzano de Ast. All'interno è conservato un affresco della patrona, Sant'Agata

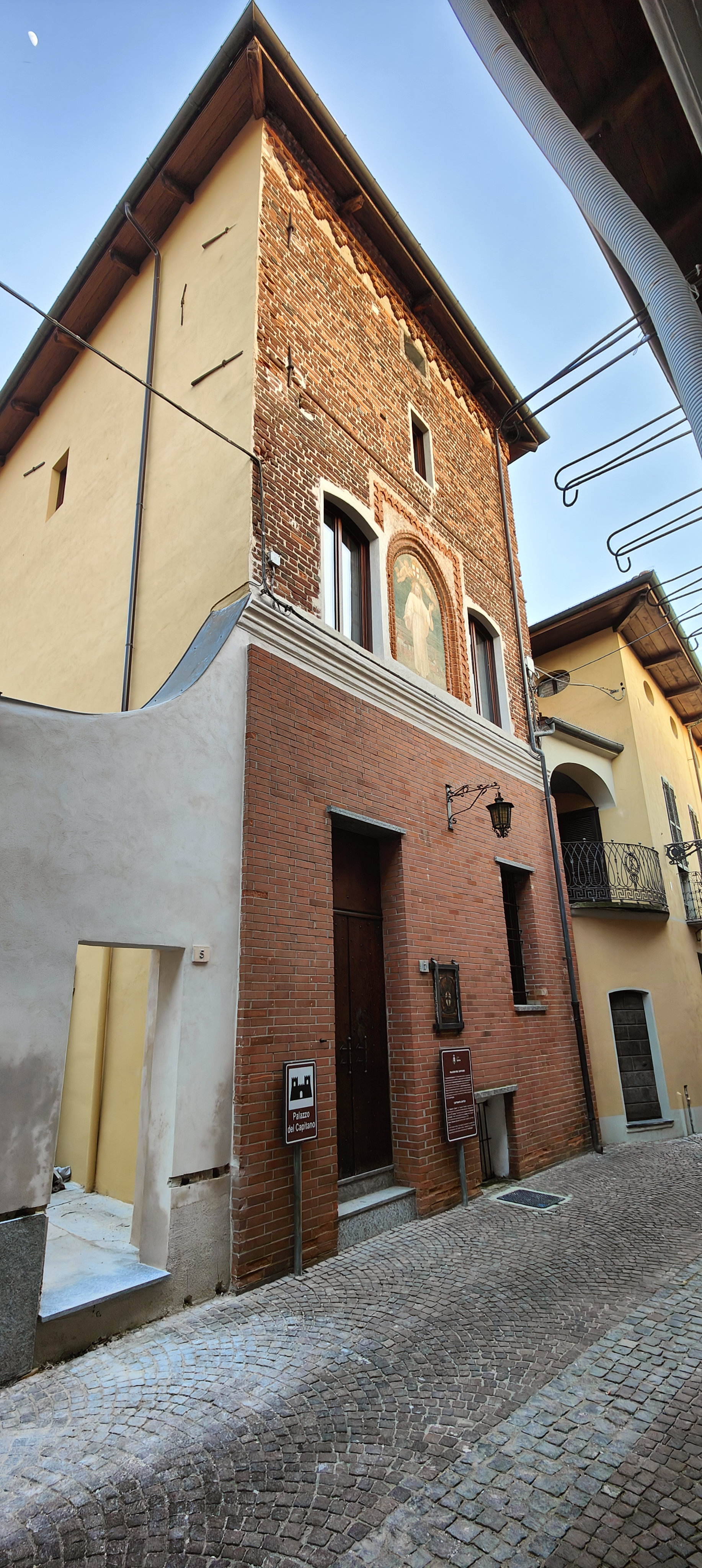
Il Palazzo del Capitano, sede del Carvè Museum.

- Antico ospedale di San Salvatore. Nel 1802 fu un monastero. Dal 1817 adibito ad ospedale intitolato San Salvatore. Tale funzione deriva dal fatto che in epoca medievale l'accoglienza dei pellegrini da parte dei monaci comprendeva le cure mediche. La navata neoclassica è ora denominata come Auditorium San Francesco: restaurata, viene usata per mostre. All'interno si trova un chiostro che deve essere restaurato.[19]

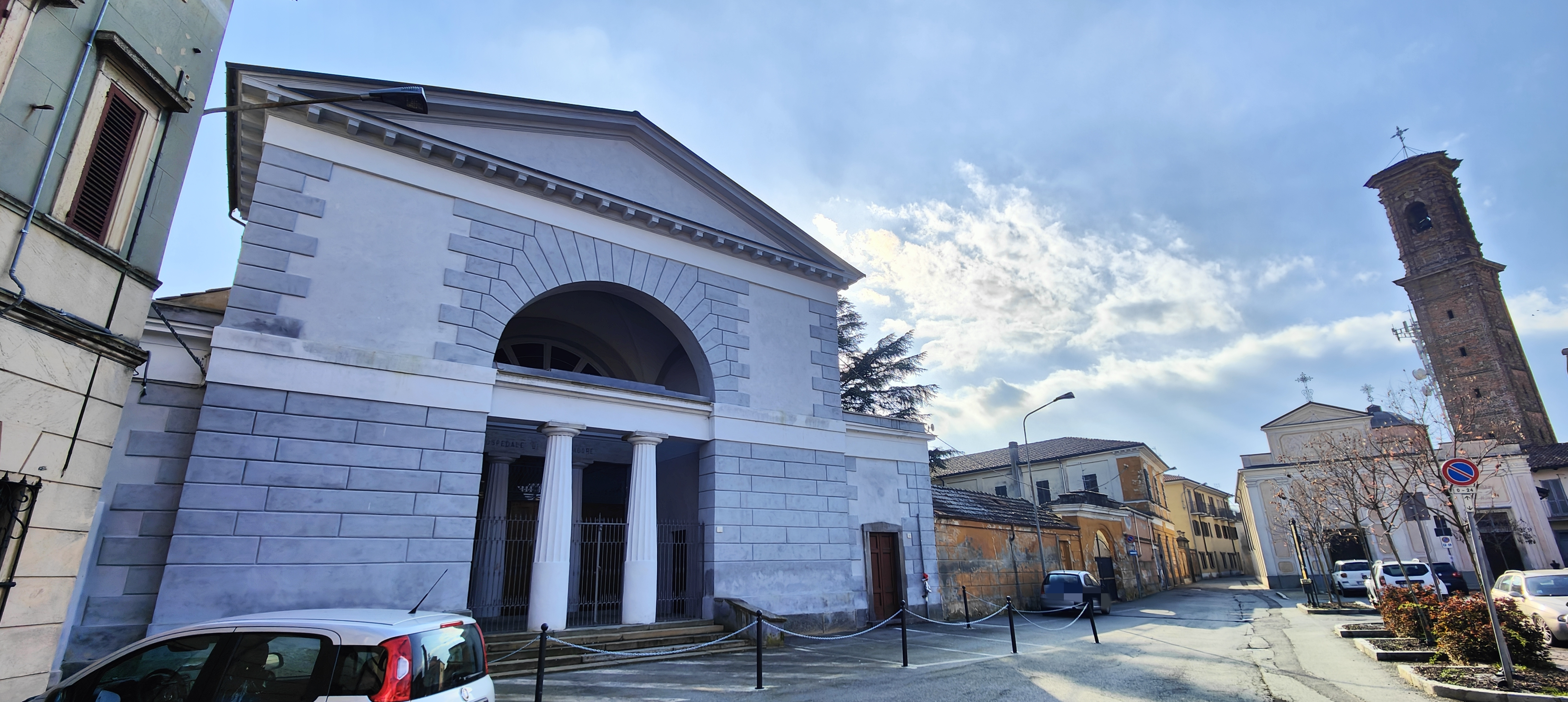
L'antico ospedale San Salvatore accanto alla chiesa della SS. Trinità (XV sec.)

- Il palazzo dei conti de Rege di Donato, sulla via principale dei negozi, nel centro storico, corso Nuova Italia. Si è pensato prima che avesse ospitato Napoleone e che si fosse affacciato dal balcone sul corso principale al passaggio delle sue truppe di ritorno dal San Bernardo. Dopo ricerche storiche questo avvenimento è stato messo in forte dubbio e la targa prima apposta sulla balconata è stata rimossa.

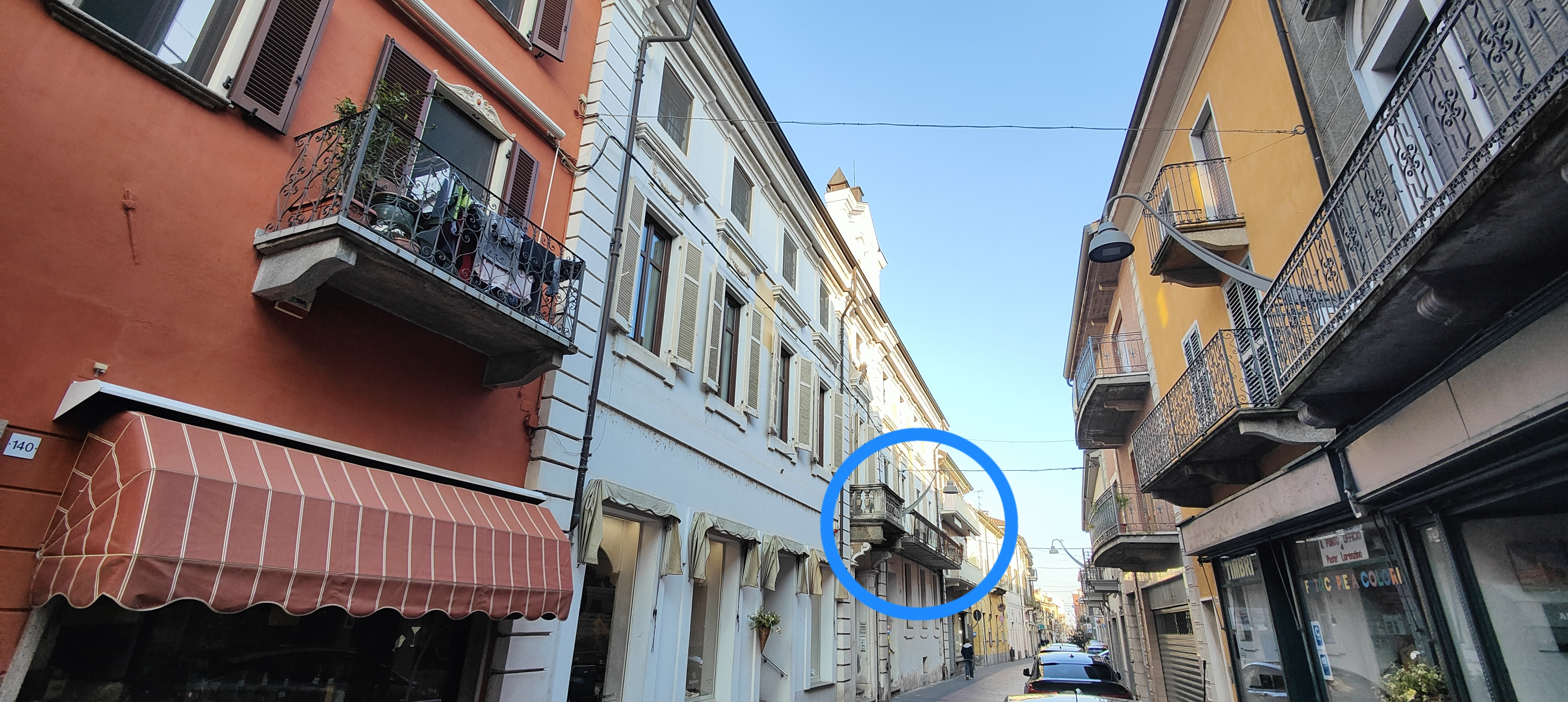
Il palazzo nel centro storico. Nel cerchio il balcone dove si pensava che si fosse affacciato Napoleone Bonaparte (1800)

- Casa Turrita o la Torre di Teodolinda rifacimento di torre longobarda del XIV secolo e che nulla ha a che fare con la regina da cui prese il nome.

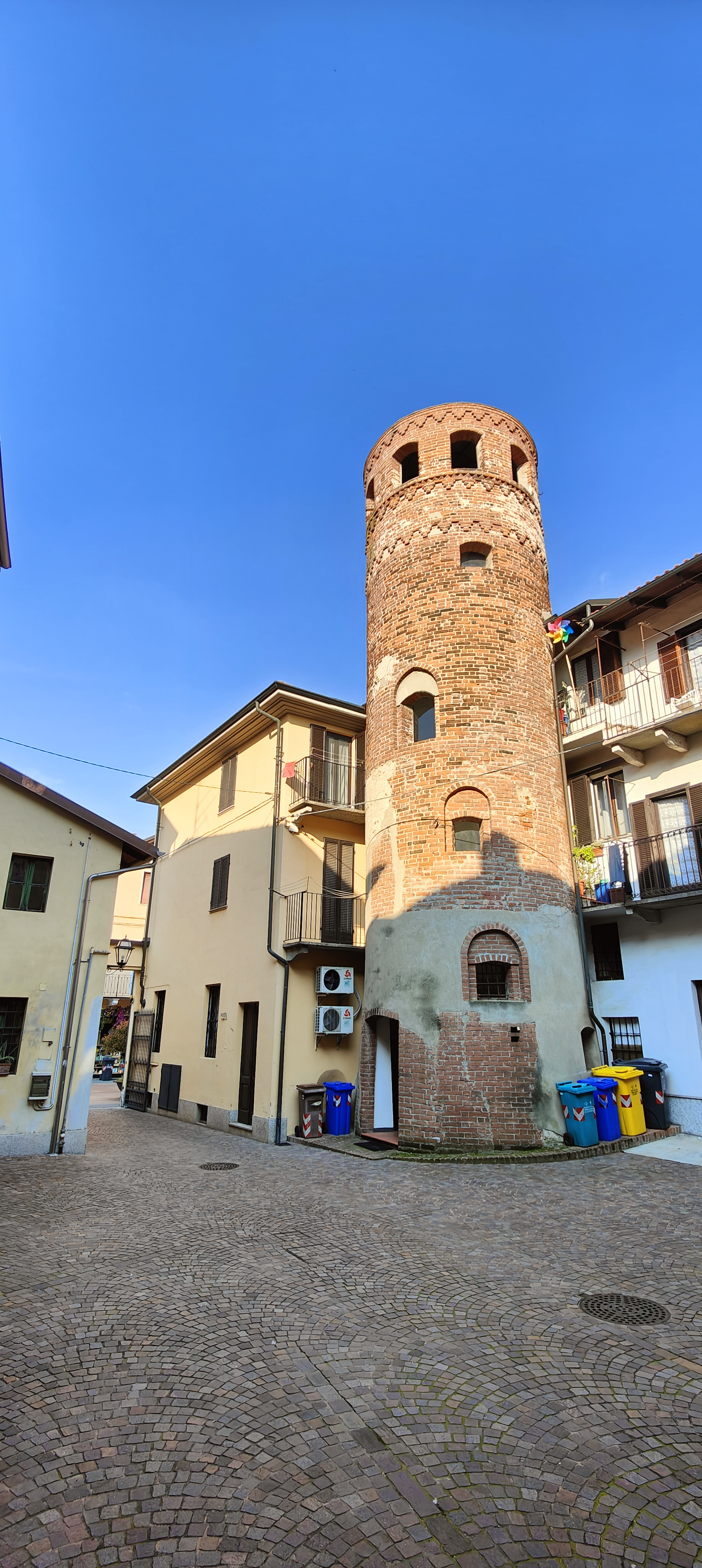
La casa Turrita: torre di avvistamento longobarda risalente al sec. XIV

L'edificio limitrofo ospitò la corte ducale dei Savoia, rifugiatasi in questa città per fuggire dalla peste che infestava Torino. Per tale motivo Santhià (che non fu colpita dal morbo) fu sede anche del senato sabaudo e della zecca.

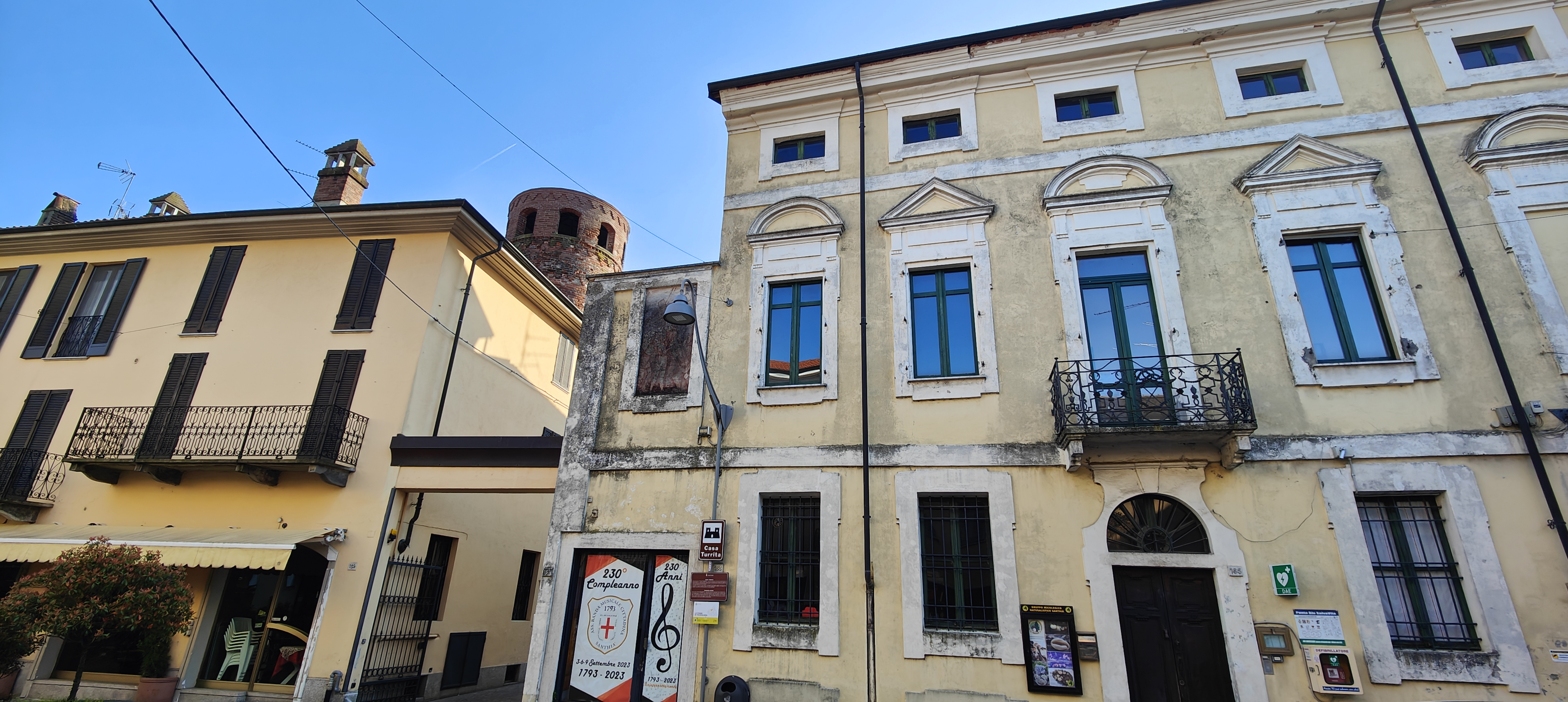
L'edificio frontale (la torre si può intravedere sul retro) che accolse la corte Ducale dei Savoia

- Antico palazzo dei vescovi, nella omonima viuzza, centro storico. Oggi casa privata.

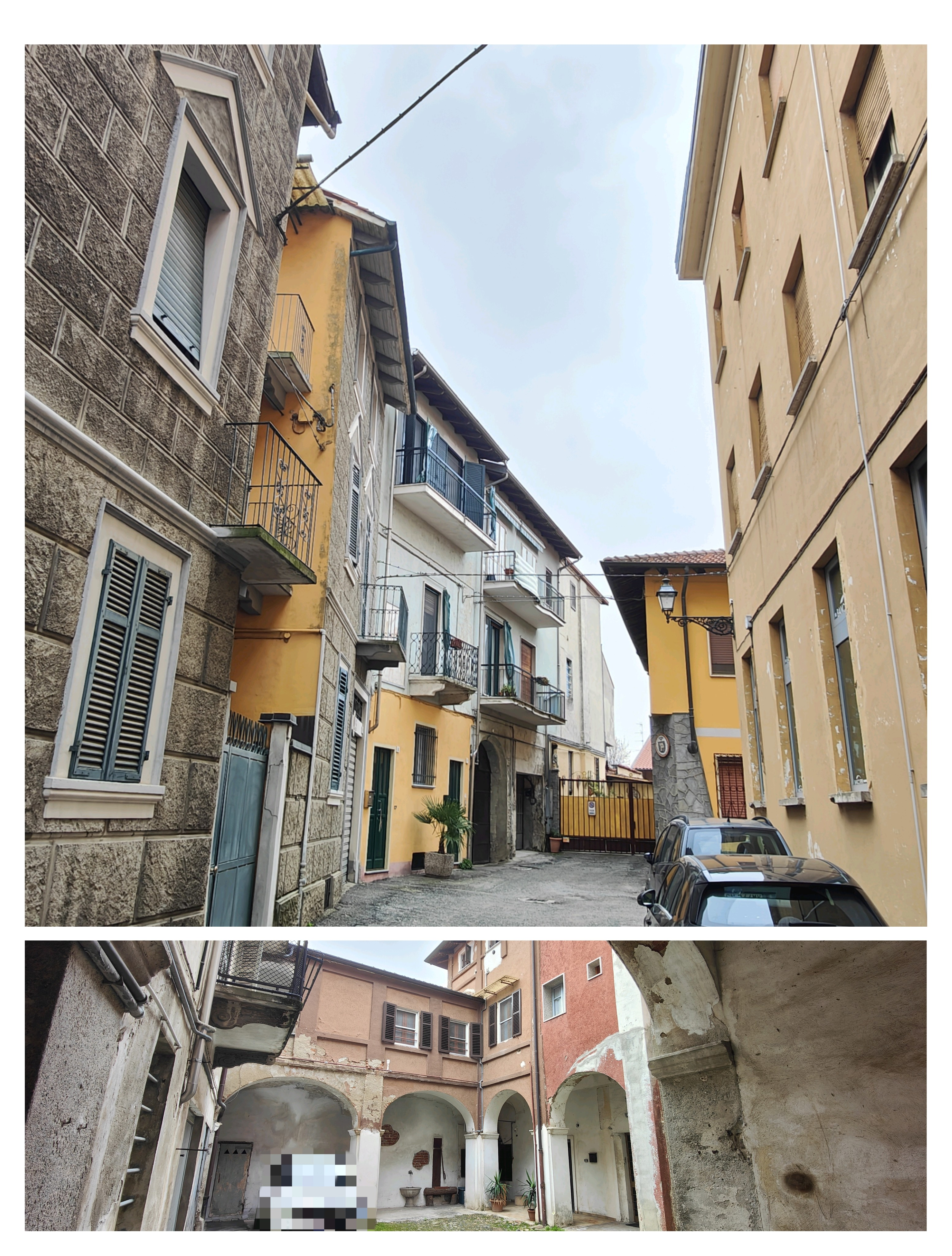
L'antico palazzo dei Vescovi (diocesi di Vercelli), ora casa privata nell'omonimo vicolo.

- Stazione idrometrica sperimentale di Santhià, unica in Europa di queste dimensioni.
- Al numero 114 del corso principale, una targa segnala l'abitazione in cui è nato e ha vissuto gli anni di gioventù Sant'Ignazio da Santhià[20].

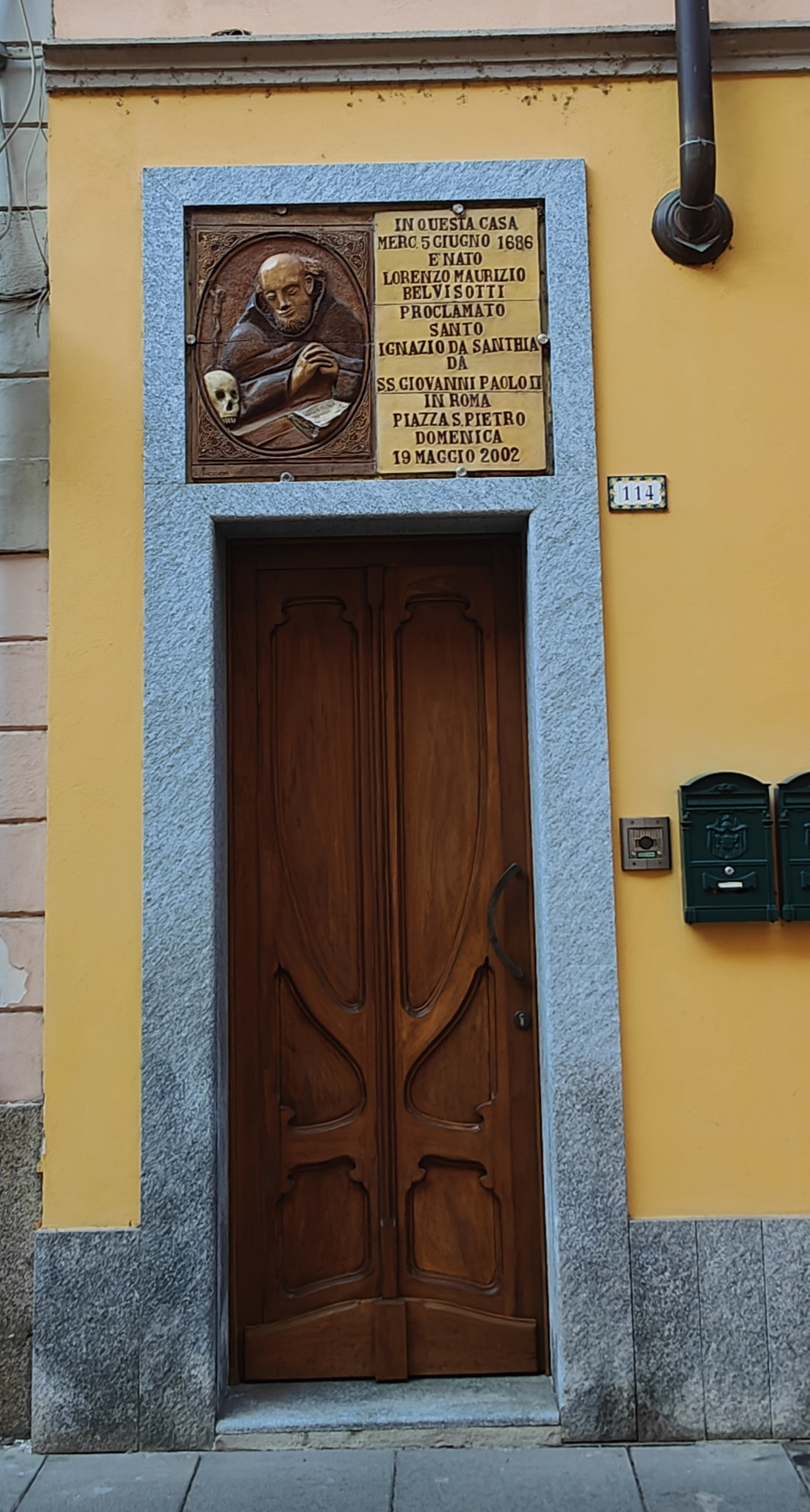
Il portone e la targa nel centro storico al nr. 114

Alcuni di questi monumenti furono purtroppo bombardati durante la Seconda Guerra Mondiale e demoliti nel corso del XIX secolo in occasione del riassetto del centro storico.
- Nel territorio di Santhià passano due canali, i quali forniscono l'acqua per la risicoltura della zona:
  - Canale Depretis
  - Naviglio di Ivrea

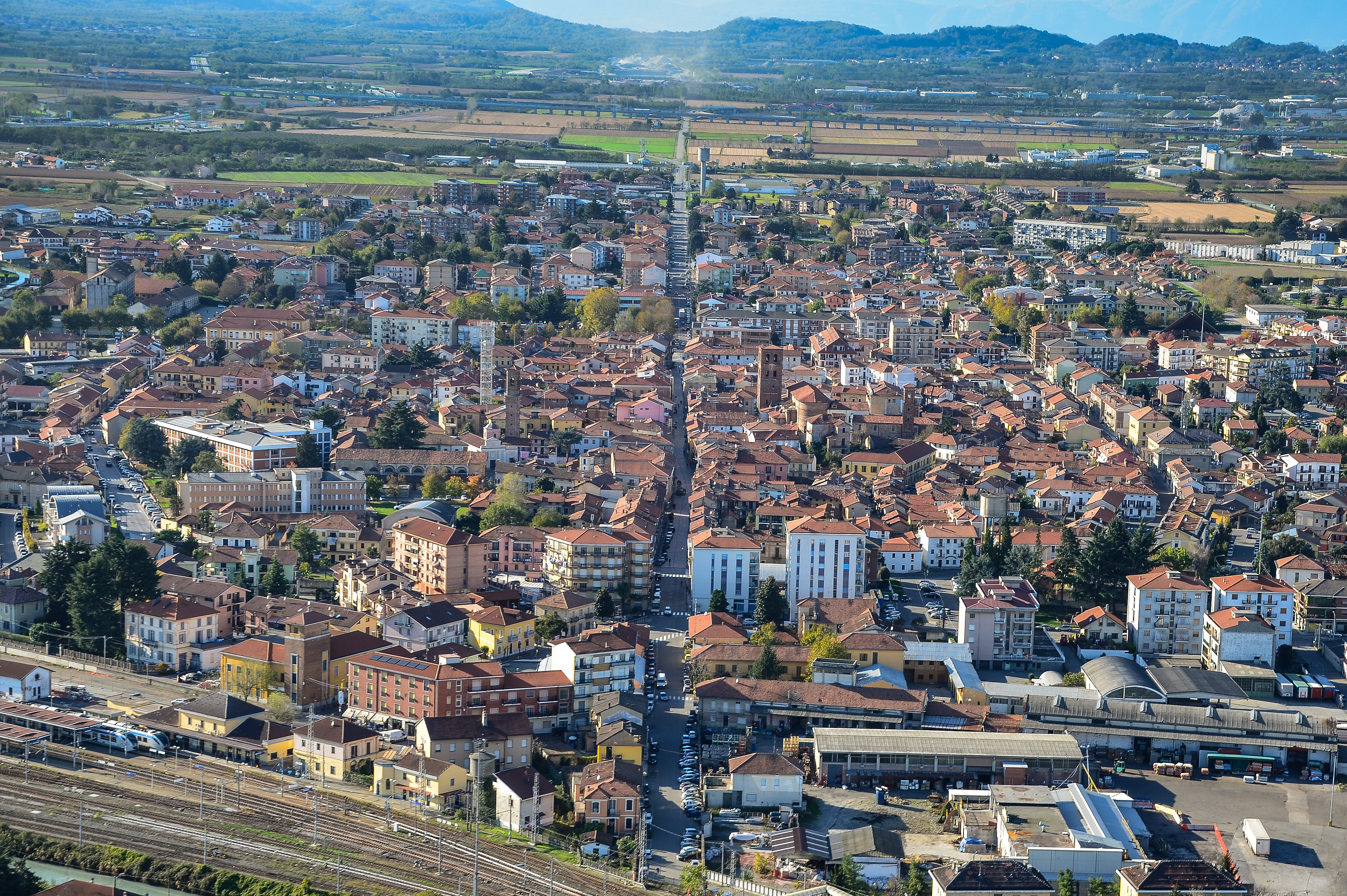
Panorama di Santhià
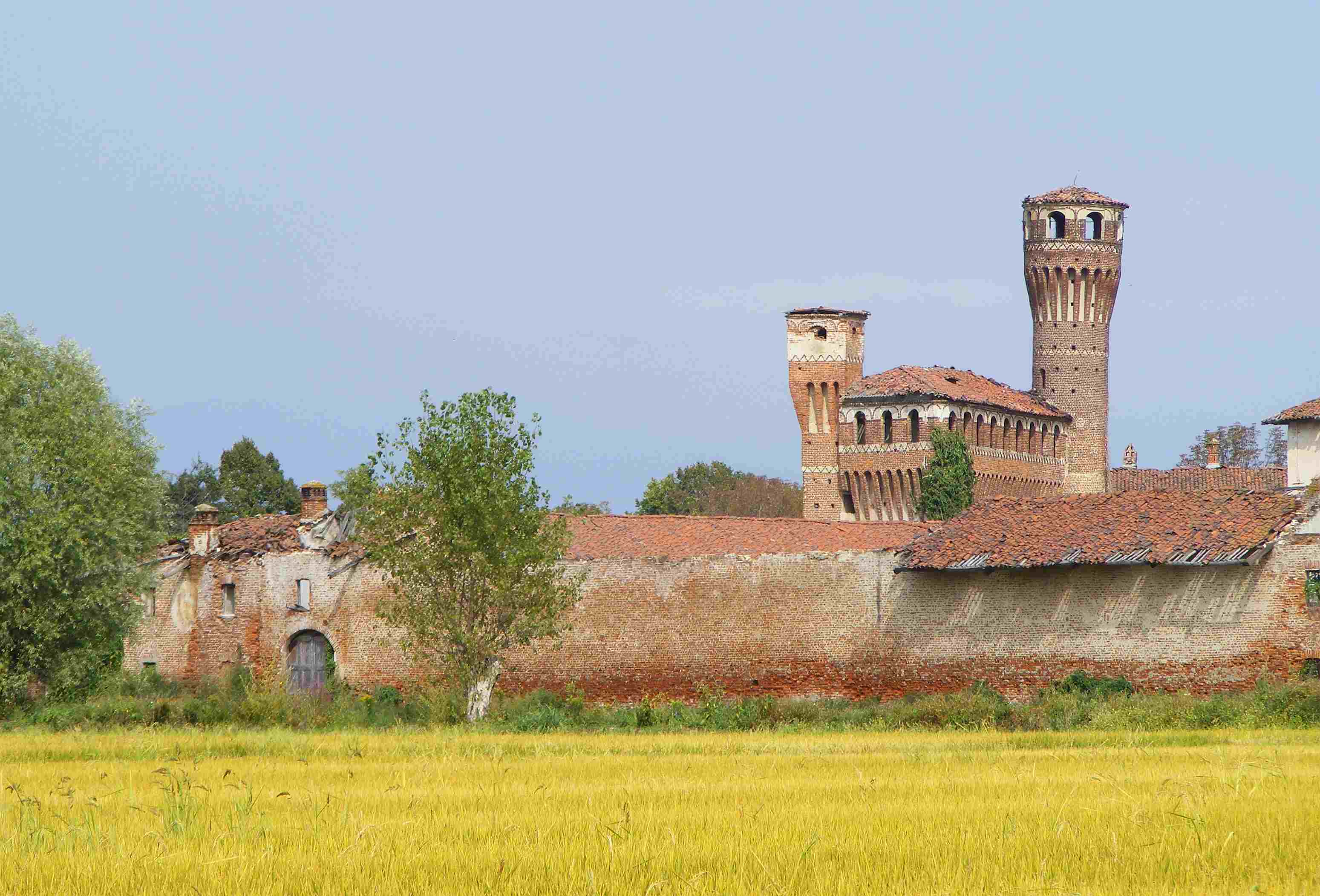
Il castello di Vettignè
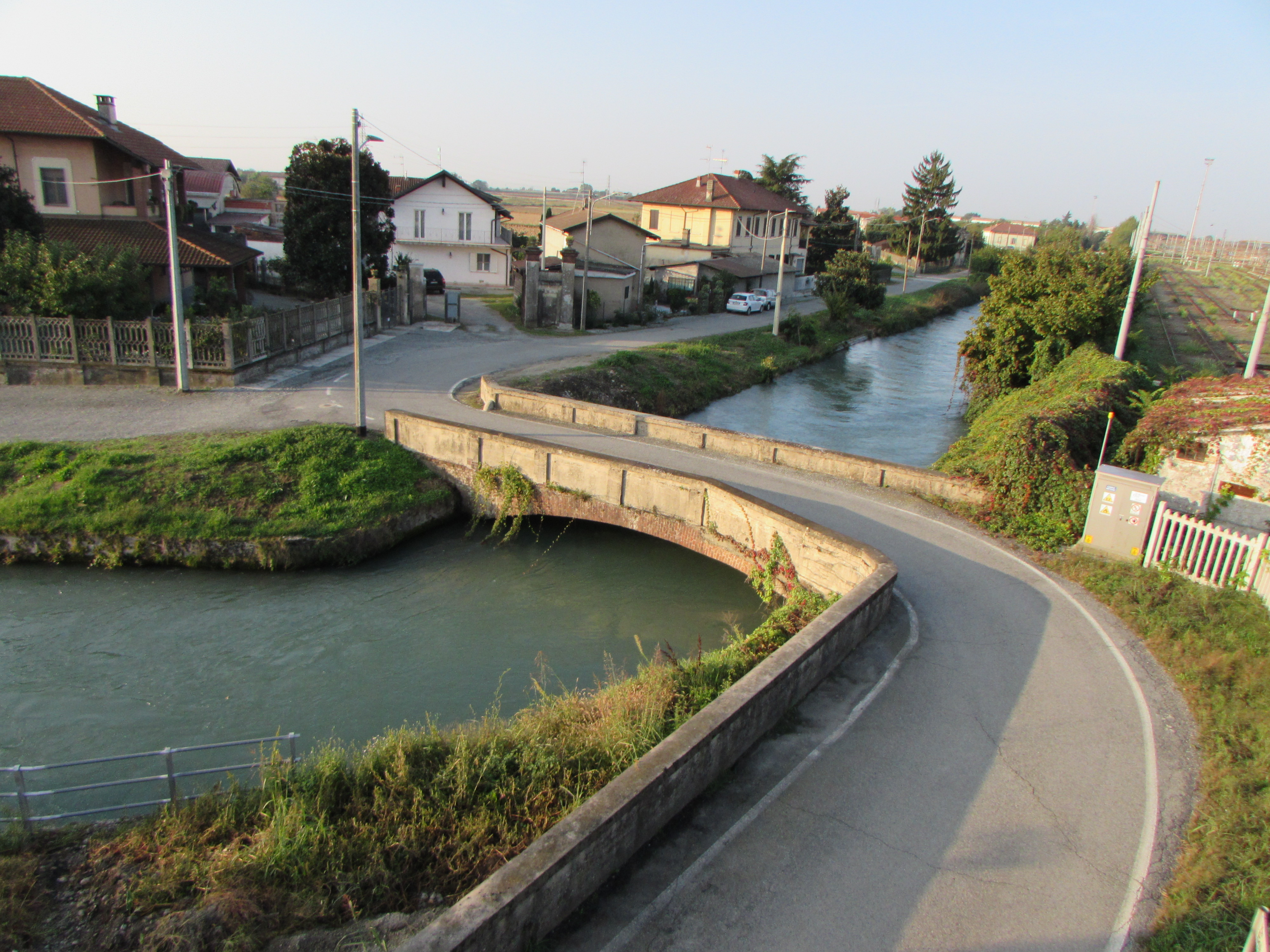
Veduta del Naviglio a Santhià
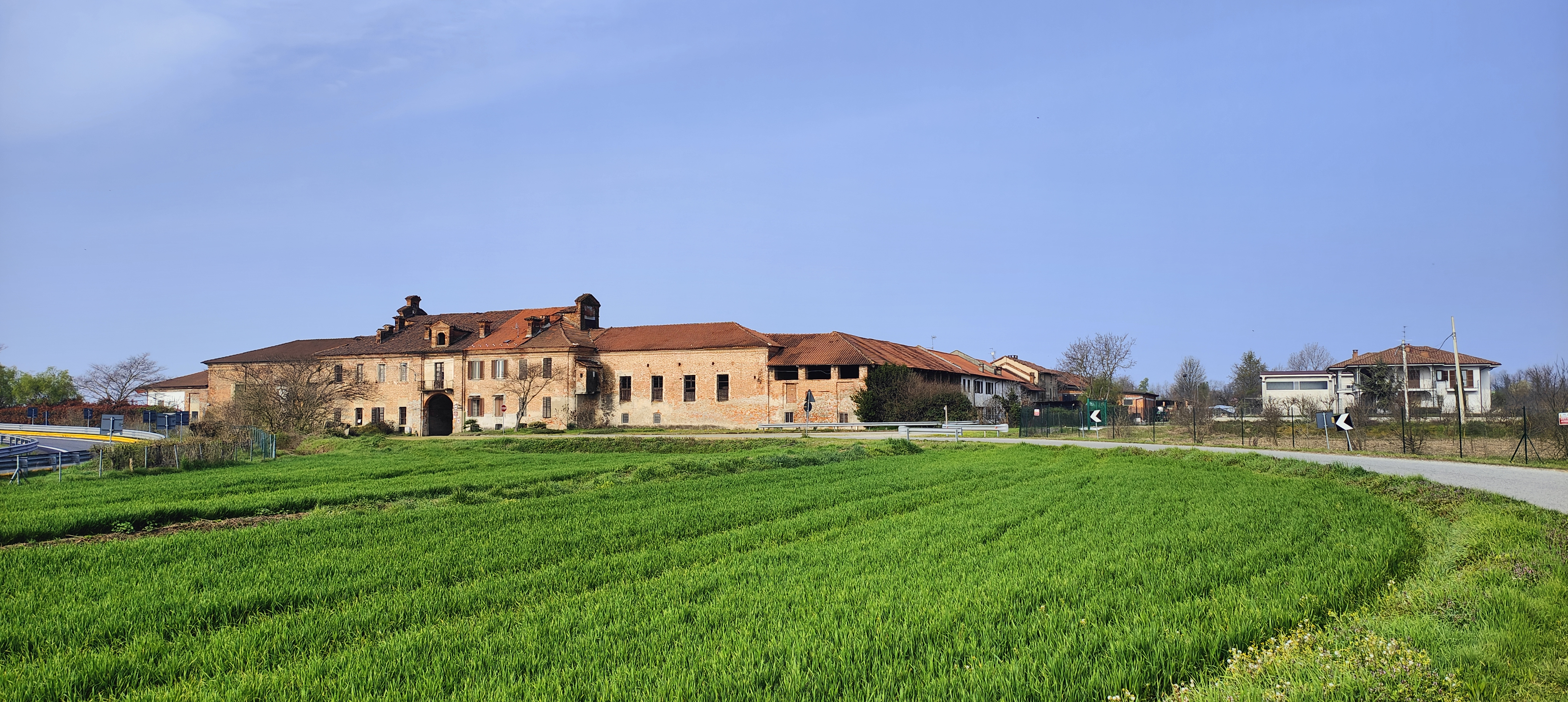
Cascina La Mandria[21] sulla strada Santhià-Cavaglià-Ivrea. Voluta (1741) da Carlo Emanuele di Savoia, edificata da Giacinto Bajis, (allievo dell'Alfieri), ha inserita nella facciata (in foto a Sx), la chiesa di Sant'Anna

## Via Francigena

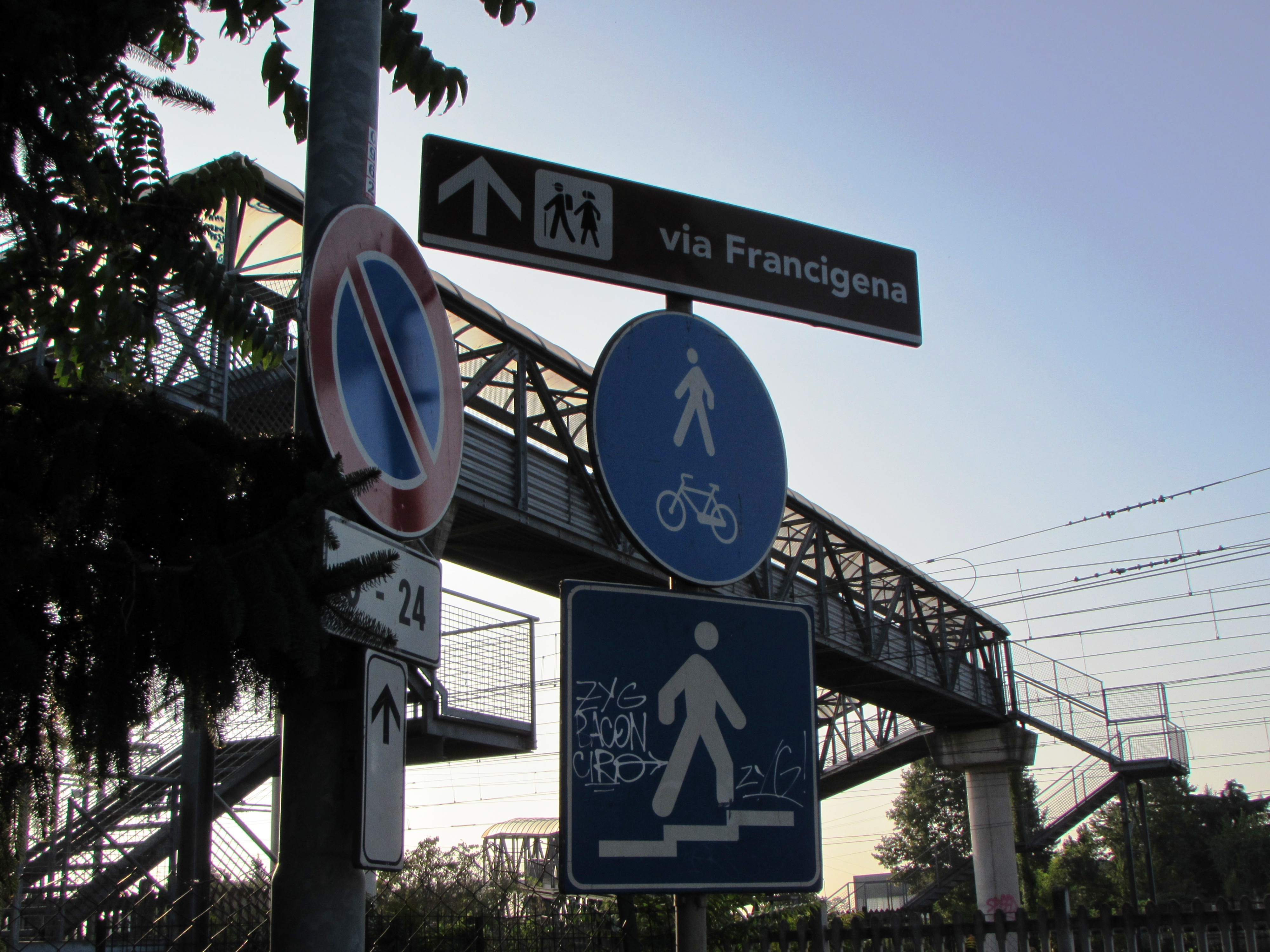
Cartello indicatore Via Francigena nei pressi della Stazione ferroviaria

Il territorio comunale ed il concentrico di Santhià sono una tappa importante del tracciato storico della Via Francigena, proveniente da Roppolo e Cavaglià e dirigentesi successivamente verso San Germano Vercellese e Vercelli.

## Società

### Evoluzione demografica
Abitanti censiti

## Cultura

### Eventi
Il Carnevale Storico di Santhià è il più antico carnevale del Piemonte, del quale si ha traccia almeno fin dal 1328.
Da aprile 2024 è stato inaugurato presso il Palazzo del Capitano il Carvè Museum.

## Infrastrutture e trasporti
Data la sua localizzazione geografica Santhià è punto di incrocio tra varie autostrade e linee ferroviarie. Si trova infatti alla biforcazione tra l'A4 Torino-Trieste con due raccordi che la collegano alle autostrade A26 e A5, rispettivamente: la diramazione A26-A4 Stroppiana-Santhià e la diramazione A4/A5 Ivrea-Santhià.
Per quanto riguarda il trasporto ferroviario è situata sull'asse Torino-Milano e dalla stazione si dipartono le linee per Biella e per Arona (dal 2012 senza traffico).
Tra il 1882 e il 1933 Santhià fu capolinea di una tranvia a vapore per Ivrea.

## Amministrazione

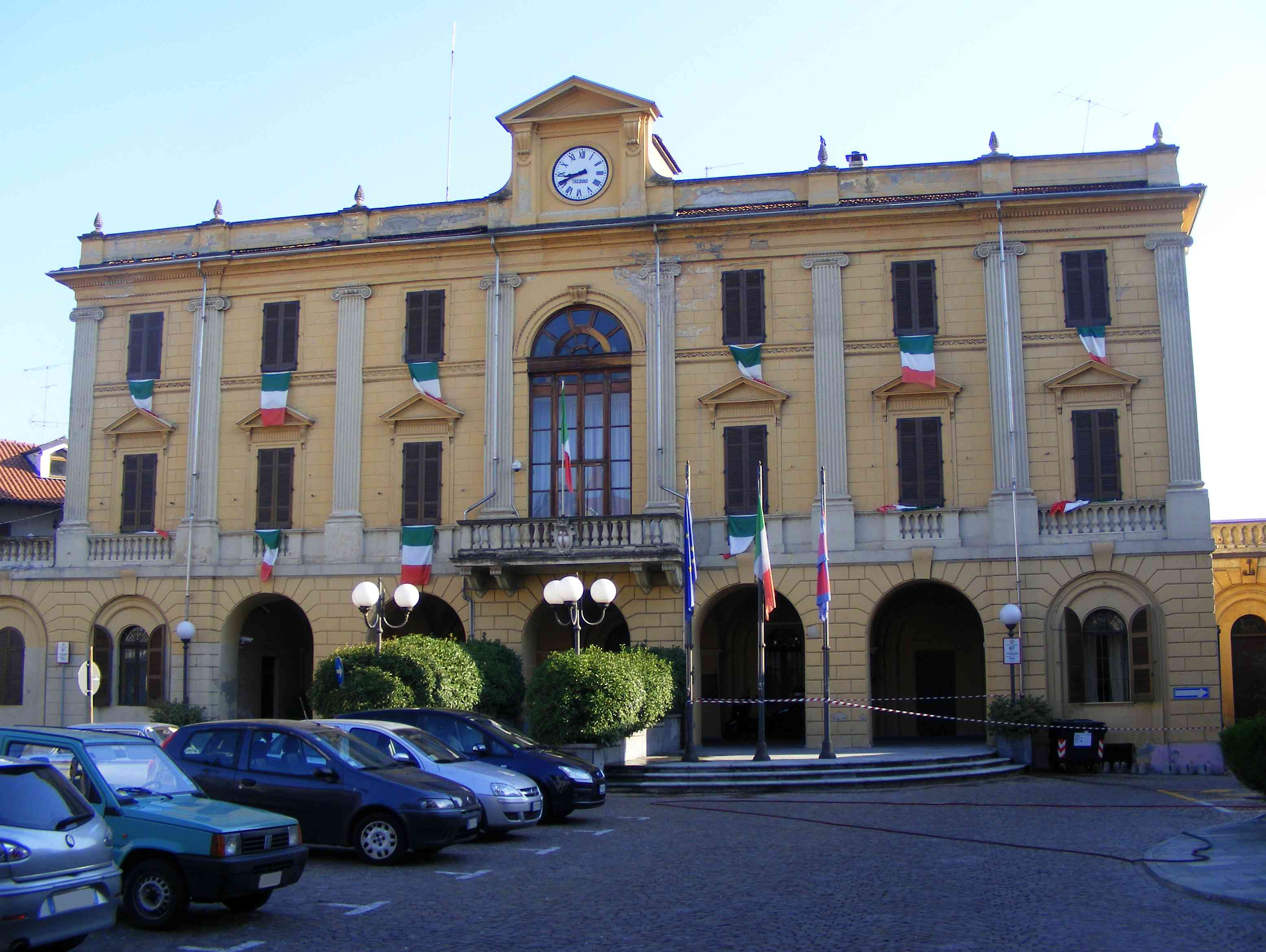
Il municipio

| Periodo | Periodo   | Primo cittadino  | Partito         | Carica  | Note |
| ------- | --------- | ---------------- | --------------- | ------- | ---- |
| 2006    | 2011      | Gilberto Canova  | Centro-destra   | Sindaco |      |
| 2011    | 2021      | Angelo Cappuccio | Centro-sinistra | Sindaco |      |
| 2021    | in carica | Angela Ariotti   | Centro-sinistra | Sindaco |      |

## Sport
Santhià dispone di un campo di atletica, predisposto per vari tipi di sport

### Calcio
L'A.S.D Santhià Calcio, fondato nel 1903, nei tardi anni sessanta ha disputato alcuni campionati di Promozione, allora massimo livello regionale. Ritornato in promozione nella stagione 2000-2001, è stato successivamente promosso in Eccellenza nel 2005 e nel 2009-'10 ha avuto accesso alla Serie D, per ripescaggio.
Il colore sociale è il granata, con bordi bianchi.
Il campo sportivo comunale "Pairotto" ha una tribuna da 500 spettatori.
Una nuova compagine societaria è stata presentata ufficialmente il 21 giugno 2025: Massimo Pairotto (presidente), Angelo Bonfa’(vice presidente), Fabio Molon (addetto ai rapporti con le istituzioni), Gennaro Agresta e Antonio Calvio (segretari), Simone Ballerini, Cristiano Bovio, Davide Coppini, Teodato Dipaolo, Enrico Forlini, Dalibor Grgic, Omar Nigra, Maurizio Panetta, Gian Luca Quargnul e Davide Rota (tutti facenti parte del nuovo direttivo), Pier Antonio Mezza (direttore sportivo prima squadra e under 19), Andrea Messano (responsabile del settore giovanile), Guido Saragnese (responsabile area marketing e comunicazione) e Nicola Gallo.